# Fuente Dé
Fuente Dé è una frazione del comune spagnolo di Camaleño, nella comunità autonoma della Cantabria. Si trova a circa 1100 m di altezza s.l.m., in un circo glaciale, circondato per metà da pareti rocciose che si elevano di circa 300 metri. Fa parte del Parco nazionale dei Picos de Europa e la sua particolare posizione lo rende interessante sia da un punto di vista turistico, sia geomorfologico. Nel suo territorio ha origine il fiume Deva.

## Funivia
Importante attrattiva di Fuente Dé è l'omonima funivia, che conduce alla stazione di El Cable a 1823 m s.l.m. di altezza. La lunghezza del percorso è di 1840 m. Dalla stazione di arrivo il visitatore si trova di fronte all'impressionante vista sulle montagne del Picos de Europa.

## Turismo e attività

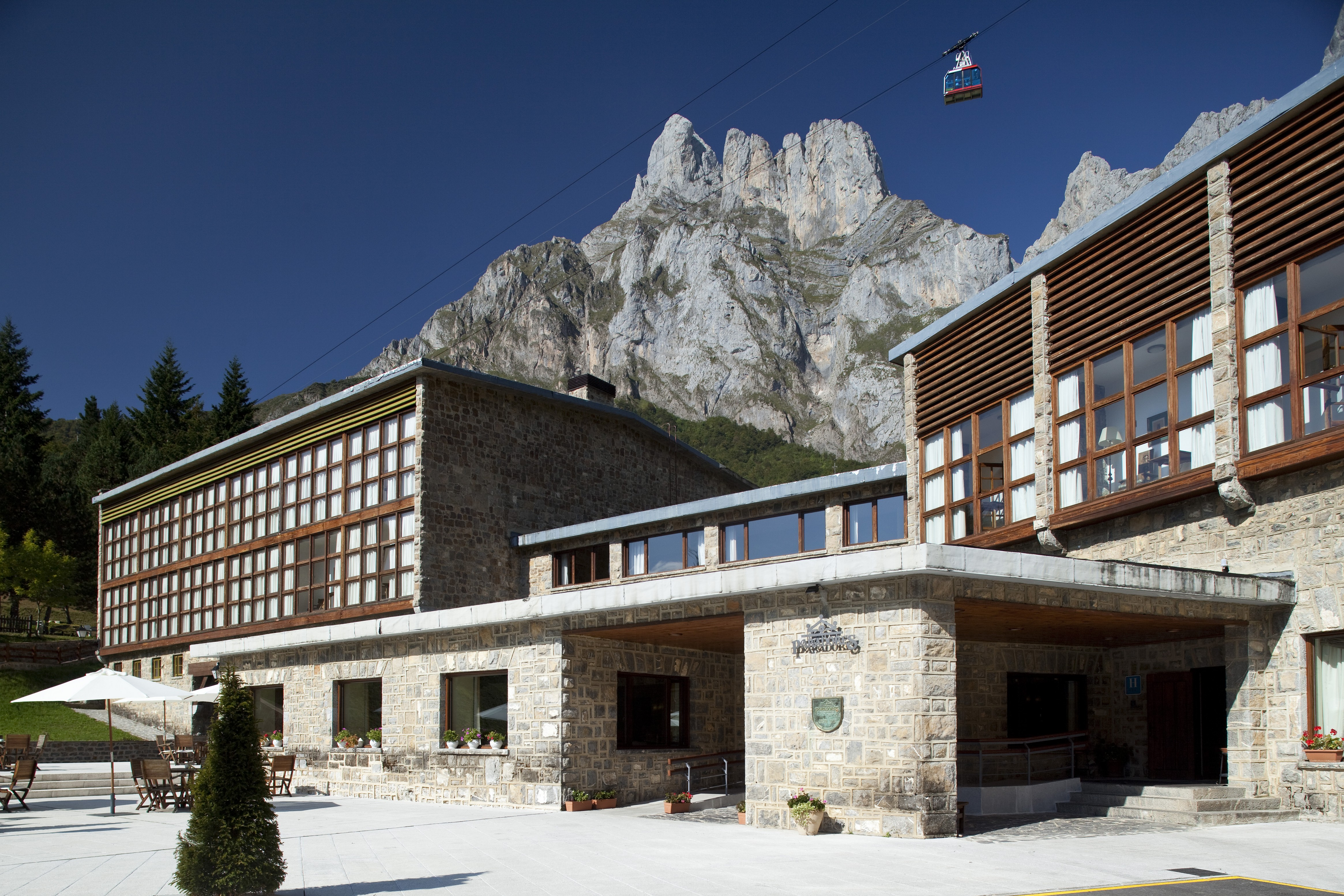
Hotel Parador di Fuente Dé

In Fuente Dé vi è un Hotel della catena alberghiera spagnola Parador. Da Fuente Dé, come anche dalla stazione di arrivo della funivia, si dipartono numerosi sentieri per escursioni. Vi sono possibilità di scalate verso Alto de la Triguera (1916 m),  il giro dei monti Peña Remoña, del Camino de Áliva o un'escursione al Mogroviejo.
Fuente Dé nel 2012 fu tappa del Giro ciclistico di Spagna: si è trattato di un Gran Premio della Montagna di seconda categoria e la tappa fu vinta dallo spagnolo Alberto Contador.

## Speleologia
Nelle rocce calcaree del Picos de Europa si trovano circa 300 grotte, che sono state oggetto negli ultimi anni di ricerca scientifica. Le grotte più grandi sono "La Oliseda" (profonda 806 m), "La Horcadina" (803 m), "Los Mandriles" (200 m) ed "El Sumidero" (170 m). Negli anni 2002 e 2003 sono state scoperte altre grotte, la "Sima de la Cornisa", di 803 metri di profondità e la "Torca Magali", profonda 400 m. I ricercatori speleologi hanno scoperto, che l'origine della "Torca Magali" inizia sotto la "Sima de la Cornisa", per cui le due grotte insieme fanno una profondità di 1507 m. Messe insieme quindi formano la seconda grotta per lunghezza della Spagna. L'ingresso alla grotta si trova a 2 km dalla stazione di arrivo della funivia.